# Valeri Borzov
Valeri Filíppovich Borzov (en ruso Валерий Филиппович Борзов) - (Sambir, Ucrania, 20 de octubre de 1949). Es un atleta especialista en pruebas de velocidad que compitió representando a la Unión Soviética y que se proclamó campeón olímpico de 100 y 200 metros en los Juegos de Múnich 1972.
Borzov empezó su carrera atlética en 1968. Su primer gran éxito fue el título de Campeón de Europa de los 100 metros logrado en 1969 en Atenas. Ese mismo año corrió la distancia en 10,0 (crono manual) lo que significaba un nuevo récord de Europa.
En los siguientes Campeonatos de Europa, en Helsinki 1971, logró el doblete ganando en 100 y 200 metros.

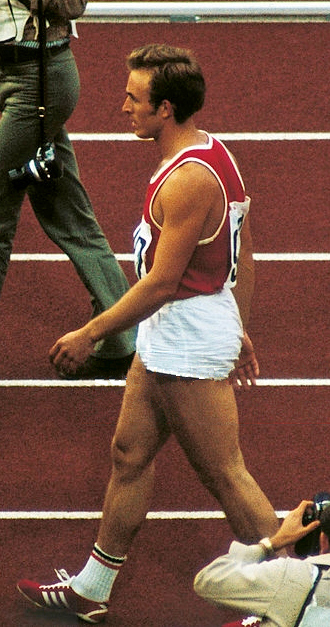
Borzov en Múnich 1972

La competición más importante de su vida fueron los Juegos Olímpicos de Múnich 1972. En la prueba de los 100 metros se produjo un hecho relevante cuando los estadounidenses Eddie Hart y Reynaud Robinson, dos de los grandes favoritos, no se presentaron a las series clasificatorias por un error de su entrenador, que se equivocó de horario e hizo que llegaran tarde.
Borzov ganó la medalla de oro con relativa facilidad y una marca de 10,14 mientras que la plata fue para el estadounidense Robert Taylor (10,24) y el bronce para el jamaicano Lennox Miller (10,33). La marca de Borzov en la final fue peor que la que hizo en semifinales, donde con 10,07 batió el récord europeo.
En la final de 200 metros logró también la victoria con una gran marca de 20'00 (récord europeo), por delante de estadounidense Larry Black (20,19) y del italiano futuro plusmarquista mundial Pietro Mennea (20,30) De este modo Borzov se convertía en el primer (y único hasta hoy) europeo en hacer el doblete en 100 y 200 metros en unos Juegos Olímpicos.
En Múnich ganó también la medalla de plata con el equipo soviético de relevos 4 x 100 metros, donde la victoria fue para Estados Unidos con un nuevo récord mundial de 38,19
Tras los Juegos Borzov se tomó un respiró y no compitió en 1973. Regresó en 1974 para ganar de nuevo los 100 y 200 metros en los Campeonatos de Europa de Roma.
La victoria olímpica de Borzov había significado un duro golpe para Estados Unidos, país que había dominado tradicionalmente en las pruebas de velocidad olímpicas. Esto unido al clima de guerra fría dominante, hizo que sobre Borzov se desataran todo tipo de especulaciones, desde supuestas prácticas de dopaje hasta una posible defección.
Participó en sus segundos y últimos Juegos Olímpicos en Montreal 1976, donde ya no era el favorito. Pese a todo logró el bronce en los 100 metros, por detrás del triniteño Hasely Crawford (oro) y del jamaicano Don Quarrie (plata). Por último en los relevos 4 x 100 metros ganó el bronce, en lo que era su segunda medalla en estos Juegos y la quinta de su carrera.
Las lesiones le obligaron a retirarse en 1979, aunque hacía tiempo que no obtenía resultados destacables. Su última gran competición fueron los Campeonatos de Europa de Praga en 1978, donde fue 8.º y último en la final de 100 metros.
El año de su retirada se casó con la gimnasta Ludmilla Tourischeva, ganadora de cuatro medallas de oro olímpicas.
Aparte de sus triunfos al aire libre, también se proclamó siete veces campeón europeo en los 60 metros en pista cubierta, entre 1970 y 1977.
Entre 1991 y 1998, Borzov fue presidente del Comité Olímpico Ucraniano, y desde 1994 es miembro del Comité Olímpico Internacional (COI). También ha sido Ministro ucraniano de Juventud y Deporte.
| Predecesor: Jim Hines    | Campeón Olímpico de 100 metros lisos Múnich 1972 | Sucesor: Hasely Crawford |
| Predecesor: Tommie Smith | Campeón Olímpico de 200 metros Múnich 1972       | Sucesor: Don Quarrie     |

- Datos: Q312440
- Multimedia: Valeriy Borzov / Q312440